# Canottaggio ai Giochi della XVIII Olimpiade - Singolo maschile
La competizione del singolo maschile dei Giochi della XVIII Olimpiade si è svolta dall'11 al 15 ottobre 1964 nel bacino del Lago Sagami a Sagamihara.

## Programma
| Data            | Round      | Note                                                 |
| --------------- | ---------- | ---------------------------------------------------- |
| 11 ottobre 1964 | 3 Batterie | I vincitori in finale A. I restanti ai recuperi.     |
| 12 ottobre 1964 | 3 Recuperi | I vincitori in finale A, secondi e terzi in finale B |
| 14 ottobre 1964 | Finale B   |                                                      |
| 15 ottobre 1964 | Finale A   |                                                      |

## Risultati

### Batterie
| Pos. | Atleta        | Nazione        | Tempo   |
| ---- | ------------- | -------------- | ------- |
| 1    | Achim Hill    | Germania       | 7'40"49 |
| 2    | Václav Kozák  | Cecoslovacchia | 7'45"75 |
| 3    | Rob Groen     | Paesi Bassi    | 7'48"74 |
| 4    | Peter Edwards | Australia      | 7'53"54 |
| 5    | Otto Plettner | Messico        | 8'03"86 |

| Pos. | Atleta           | Nazione          | Tempo   |
| ---- | ---------------- | ---------------- | ------- |
| 1    | Donald Spero     | Stati Uniti      | 7'41"94 |
| 2    | Vjačeslav Ivanov | Unione Sovietica | 7'53"55 |
| 3    | Alberto Demiddi  | Argentina        | 7'55"59 |
| 4    | Satoomi Kasagi   | Giappone         | 8'16"96 |

| Pos. | Atleta           | Nazione       | Tempo   |
| ---- | ---------------- | ------------- | ------- |
| 1    | Göpf Kottmann    | Svizzera      | 7'43"70 |
| 2    | Murray Watkinson | Nuova Zelanda | 7'49"01 |
| 3    | Eugeniusz Kubiak | Polonia       | 8'08"96 |
| 4    | Leif Gotfredsen  | Canada        | 8'15"30 |

### Recuperi
| Pos. | Atleta           | Nazione       | Tempo   |
| ---- | ---------------- | ------------- | ------- |
| 1    | Murray Watkinson | Nuova Zelanda | 7'45"28 |
| 2    | Rob Groen        | Paesi Bassi   | 7'50"78 |
| 3    | Satoomi Kasagi   | Giappone      | 8'13"44 |

| Pos. | Atleta          | Nazione        | Tempo   |
| ---- | --------------- | -------------- | ------- |
| 1    | Alberto Demiddi | Argentina      | 7'39"67 |
| 2    | Václav Kozák    | Cecoslovacchia | 7'42"56 |
| 3    | Leif Gotfredsen | Canada         | 8'02"72 |

| Pos. | Atleta           | Nazione          | Tempo   |
| ---- | ---------------- | ---------------- | ------- |
| 1    | Vjačeslav Ivanov | Unione Sovietica | 7'31"76 |
| 2    | Peter Edwards    | Australia        | 7'37"64 |
| 3    | Eugeniusz Kubiak | Polonia          | 7'44"75 |
| 4    | Otto Plettner    | Messico          | 7'46"84 |

Kubiak rinuncia alla finale.

### Finale B
| Pos. | Atleta          | Nazione        | Tempo   |
| ---- | --------------- | -------------- | ------- |
| 7    | Rob Groen       | Paesi Bassi    | 7'17"50 |
| 8    | Leif Gotfredsen | Canada         | 7'28"70 |
| 9    | Peter Edwards   | Australia      | 7'30"06 |
| 10   | Otto Plettner   | Messico        | 7'33"24 |
| 11   | Satoomi Kasagi  | Giappone       | 7'37"90 |
| 12   | Václav Kozák    | Cecoslovacchia | NP      |

### Finale A
| Pos.    | Atleta           | Nazione          | Tempo   |
| ------- | ---------------- | ---------------- | ------- |
| Oro     | Vjačeslav Ivanov | Unione Sovietica | 8'22"51 |
| Argento | Achim Hill       | Germania         | 8'26"24 |
| Bronzo  | Göpf Kottmann    | Svizzera         | 8'29"68 |
| 4       | Alberto Demiddi  | Argentina        | 8'31"51 |
| 5       | Murray Watkinson | Nuova Zelanda    | 8'35"57 |
| 6       | Donald Spero     | Stati Uniti      | 8'37"53 |